# Онтустік (Келеський район)
Онтусті́к (каз. Оңтүстік) — село у складі Келеського району Туркестанської області Казахстану. Входить до складу Жузумдіцького сільського округу.
Населення — 265 осіб (2021; 192 у 2009, 170 у 1999, 135 у 1989).